# Strom

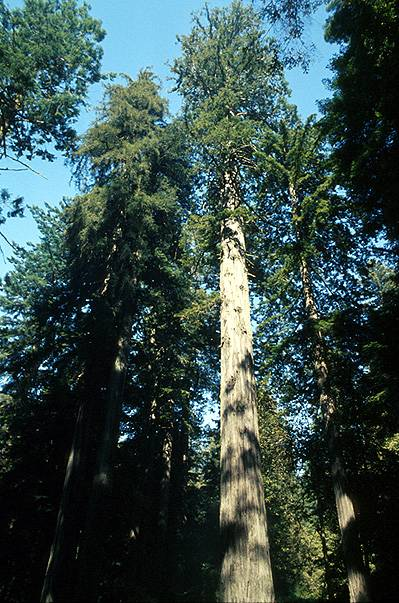
Nejvyšší strom světa – sekvoj vždyzelená

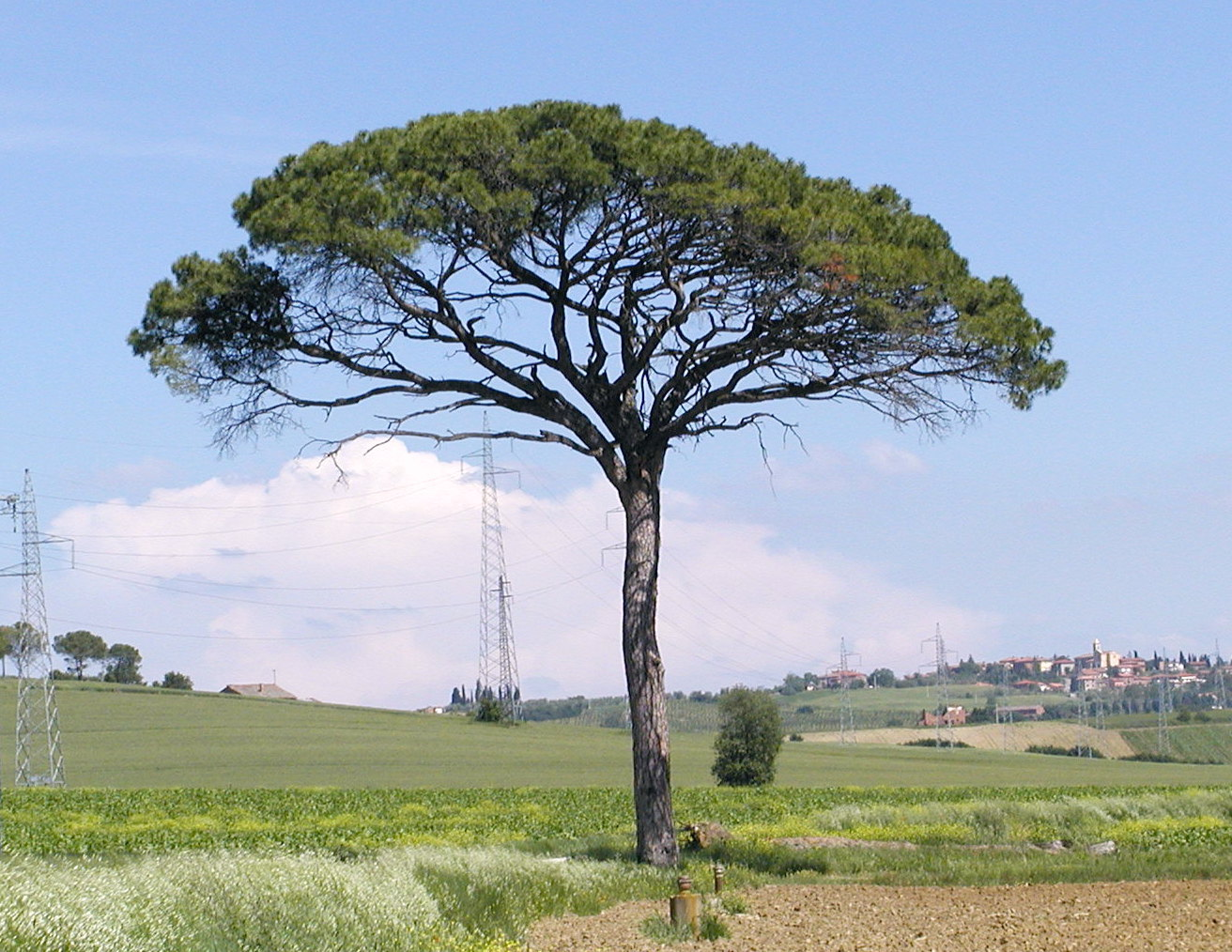
Borovice pinie

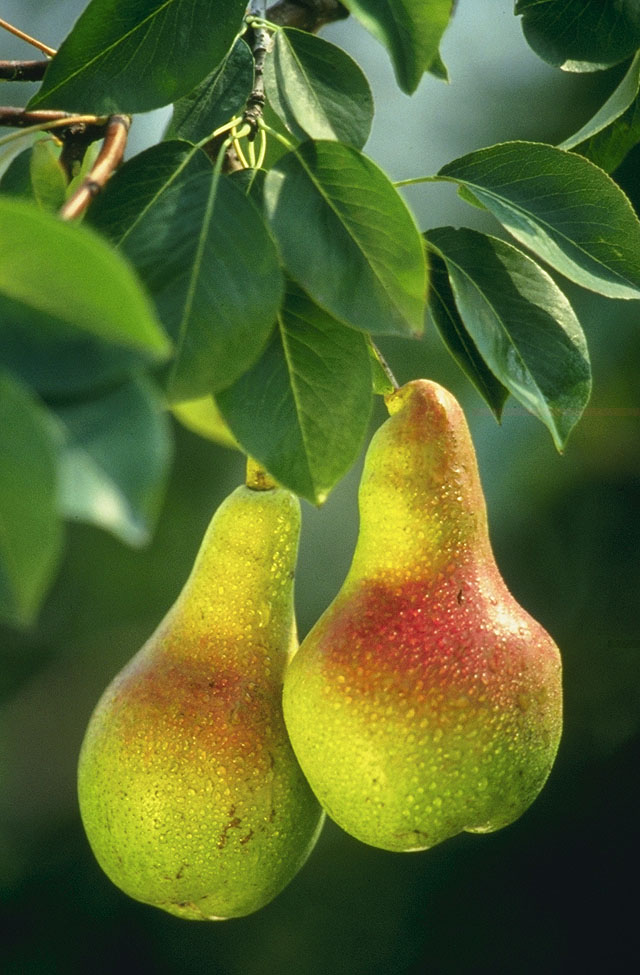
Ovocné stromy se pěstují pro plody (např. hruška)

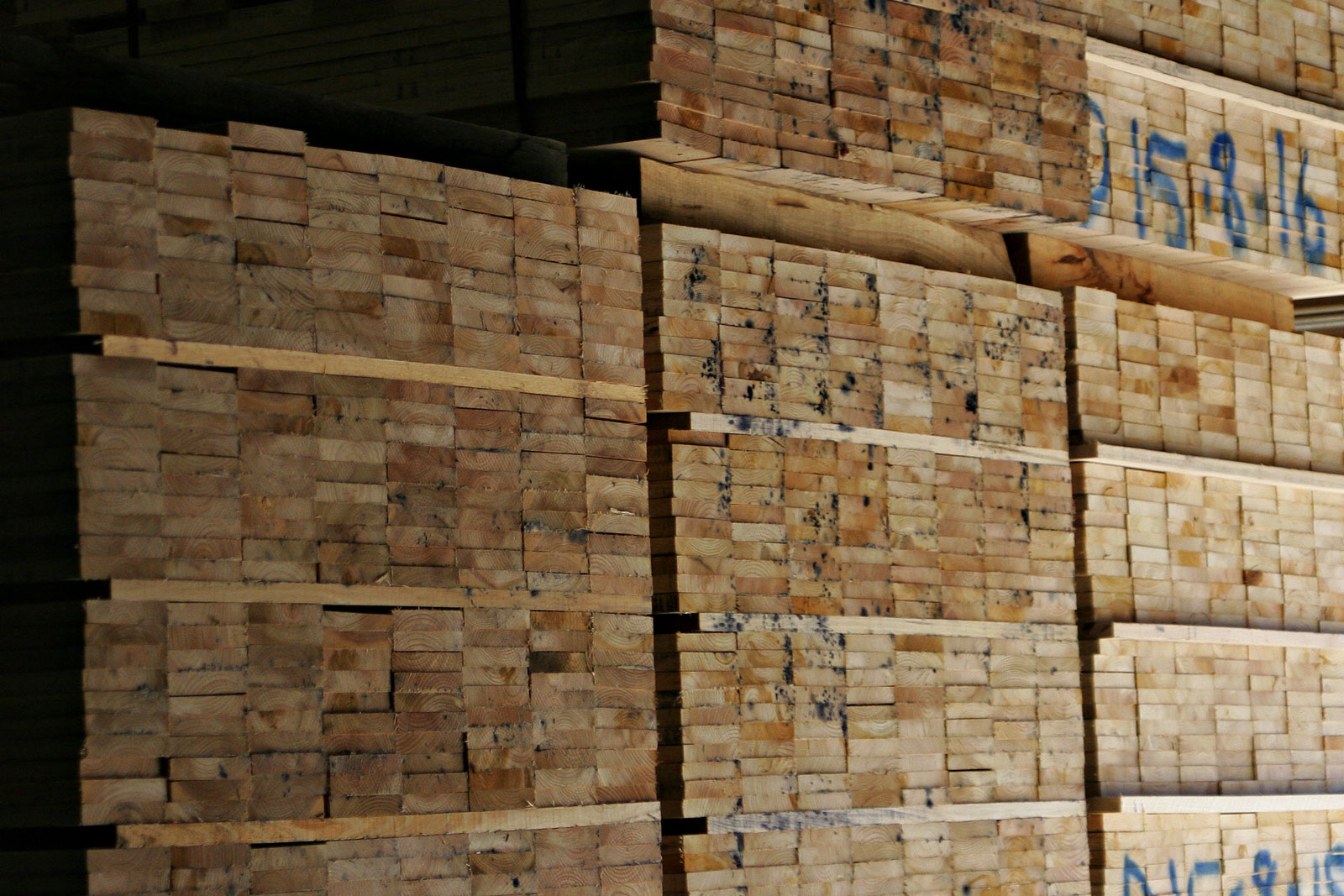
Tříděné a omítané řezivo (Dřevo je velmi důležitou surovinou)

V botanice je strom vytrvalá rostlina s prodlouženým dřevnatým stonkem[zdroj⁠?!] nebo kmenem, který u většiny druhů nese větve a listy. V některých případech může být definice stromu užší a zahrnuje pouze dřeviny s druhotným růstem, rostliny využitelné jako dříví nebo rostliny nad určitou výšku. V širších definicích jsou stromy také vyšší palmy, kapradiny, banány a bambus. Stromy nejsou taxonomickou skupinou, ale zahrnují různé druhy rostlin, které si nezávisle vyvinuly kmen a větve jako způsob, jak se tyčit nad jinými rostlinami a soutěžit o sluneční světlo. Stromy bývají dlouhověké, některé dosahují stáří několika tisíc let. Stromy na Zemi existují již 370 milionů let. Odhaduje se, že na světě jsou přibližně tři biliony vzrostlých stromů.
Strom má obvykle mnoho sekundárních větví nesených kmenem nad zemí. Tento kmen obvykle obsahuje dřevní pletivo, která zajišťuje pevnost, a cévní svazky, které přenášejí materiál z jedné části stromu do druhé. U většiny stromů je obklopen vrstvou kůry, která slouží jako ochranná bariéra. Pod zemí se rozvětvují a široce rozprostírají kořeny, které slouží k ukotvení stromu a získávání vlhkosti a živin z půdy. Nad zemí se větve dělí na menší větve a výhony. Na výhoncích jsou obvykle listy, které zachycují světelnou energii a fotosyntézou ji přeměňují na cukry, které jsou potravou pro růst a vývoj stromu.
Stromy se obvykle rozmnožují pomocí semen. Mohou na nich být přítomny květy a plody, ale některé stromy, například jehličnany, mají místo toho pylové a semenné šištice. Palmy, banány a bambusy také produkují semena, ale stromové kapradiny místo nich produkují spory. 
Stromy hrají významnou roli při snižování eroze a zmírňování klimatu. Odnímají oxid uhličitý z atmosféry a ukládají ve svých tkáních velké množství uhlíku. Stromy také mohou snižovat albedo, a tak v jistých případech i ohřívat planetu. Stromy a lesy poskytují stanoviště mnoha druhům zvířat a rostlin. Tropické deštné pralesy patří mezi biologicky nejrozmanitější stanoviště na světě. Stromy poskytují stín a úkryt, dřevo pro stavbu, palivo pro vaření a topení, ovoce na jídlo a mají mnoho dalších využití. V některých částech světa lesy ubývají, protože stromy jsou káceny, aby se zvětšila plocha pro zemědělství. Pro svou dlouhověkost a užitečnost byly stromy odjakživa uctívány, v různých kulturách se na nich zakládaly posvátné háje a hrají roli v mnoha světových mytologiích.

## Etymologie
Slovo strom pochází od slova strmět (něco, co strmí do výšky), které pochází z praslovanského *stromъ, od *strьmъ, pravděpodobně z protoindoevropského *ter-, *ster- ("tvrdý"). Ve staročeštině se více používalo slovo dřěvo.

## Definice

Schéma sekundárního růstu ve vyšších dvouděložních rostlinách nebo u jehličnanů ukazující idealizované svislé a vodorovné řezy. V každém vegetačním období se přidává nová vrstva dřeva, která zesiluje stonek, stávající větve a kořeny.

Ačkoli je slovo "strom" běžně užívaným pojmem, neexistuje žádná všeobecně uznávaná přesná definice toho, co je strom, a to ani z botanického hlediska, ani v běžném jazyce.

### Užší definice
Běžně používaná užší definice je, že strom má dřevnatý kmen tvořený sekundárním růstem, což znamená, že kmen se každoročně rozšiřuje směrem ven, kromě primárního růstu směrem vzhůru ze vzrůstného vrcholu. Na řezu kmene jsou zřetelné letokruhy. Podle této definice nejsou za stromy považovány bylinné rostliny, jako jsou palmy, banánovníky a papáje, bez ohledu na jejich výšku, růstovou formu nebo obvod kmene.

### Širší definice
Některé jednoděložné rostliny lze považovat za stromy podle poněkud volnější definice. Například juka krátkolistá, bambus a palma nemají sekundární růst a nikdy nevytvářejí pravé dřevo s růstovými kruhy, mohou však vytvářet „pseudodřevo“ lignifikací buněk vzniklých primárním růstem. Rostliny rodu dračinec nebo žlutokap, přestože jsou také jednoděložné, vykazují atypické sekundární tloustnutí způsobené kruhovým meristémem blízko vnějšího okraje stonku, který se však liší od kambia u dvouděložných rostlin.
V nejširším slova smyslu je stromem každá rostlina s obecným tvarem podlouhlého kmene, který podpírá fotosyntetické listy nebo větve v určité vzdálenosti nad zemí. Stromy mohou být rovněž definovány podle výšky, přičemž menší rostliny od 0,5 do 10 m se nazývají keře takže minimální výška stromu je definována pouze volně.  Velké bylinné rostliny, jako je papája a banánovníky, jsou v tomto širokém smyslu stromy.

### Nebotanické definice
Kromě botanických strukturních definic se stromy běžně definují podle použití, například jako rostliny, ze kterých se získává dřevo.

## Přehled
Růstový habitus stromů je evoluční adaptace, která se vyskytuje u různých skupin rostlin: tím, že stromy rostou do výšky, jsou schopny lépe soutěžit o sluneční světlo. Stromy bývají vysoké a dlouhověké, některé dosahují stáří několika tisíc let. Některé stromy patří mezi nejstarší dnes žijící organismy. Stromy mají modifikované struktury, jako jsou silnější stonky složené ze specializovaných buněk, které jim dodávají strukturální pevnost a odolnost, což jim umožňuje růst do výšky než mnoha jiným rostlinám a rozložit listy. Od keřů, které mají podobnou formu růstu, se liší tím, že obvykle rostou větší a mají jeden hlavní kmen;ale mezi stromem a keřem neexistuje důsledný rozdíl, který je ještě matoucí díky tomu, že stromy se mohou zmenšovat v drsnějších podmínkách prostředí, například na horách a v subarktických oblastech. Forma stromu se vyvinula samostatně u nepříbuzných tříd rostlin v reakci na podobné problémy prostředí, což z ní činí klasický příklad paralelní evoluce. Je známo 73 tisíc druhů stromů. Odhaduje se, že počet stromů na světě činí až 100 tisíc druhů, což by mohlo představovat celkem dvacet pět procent všech žijících druhů rostlin. Nejvíce jich roste v tropických oblastech a mnohé z těchto oblastí dosud nebyly botaniky plně prozkoumány, takže rozmanitost stromů a jejich areály nejsou dostatečně známy.

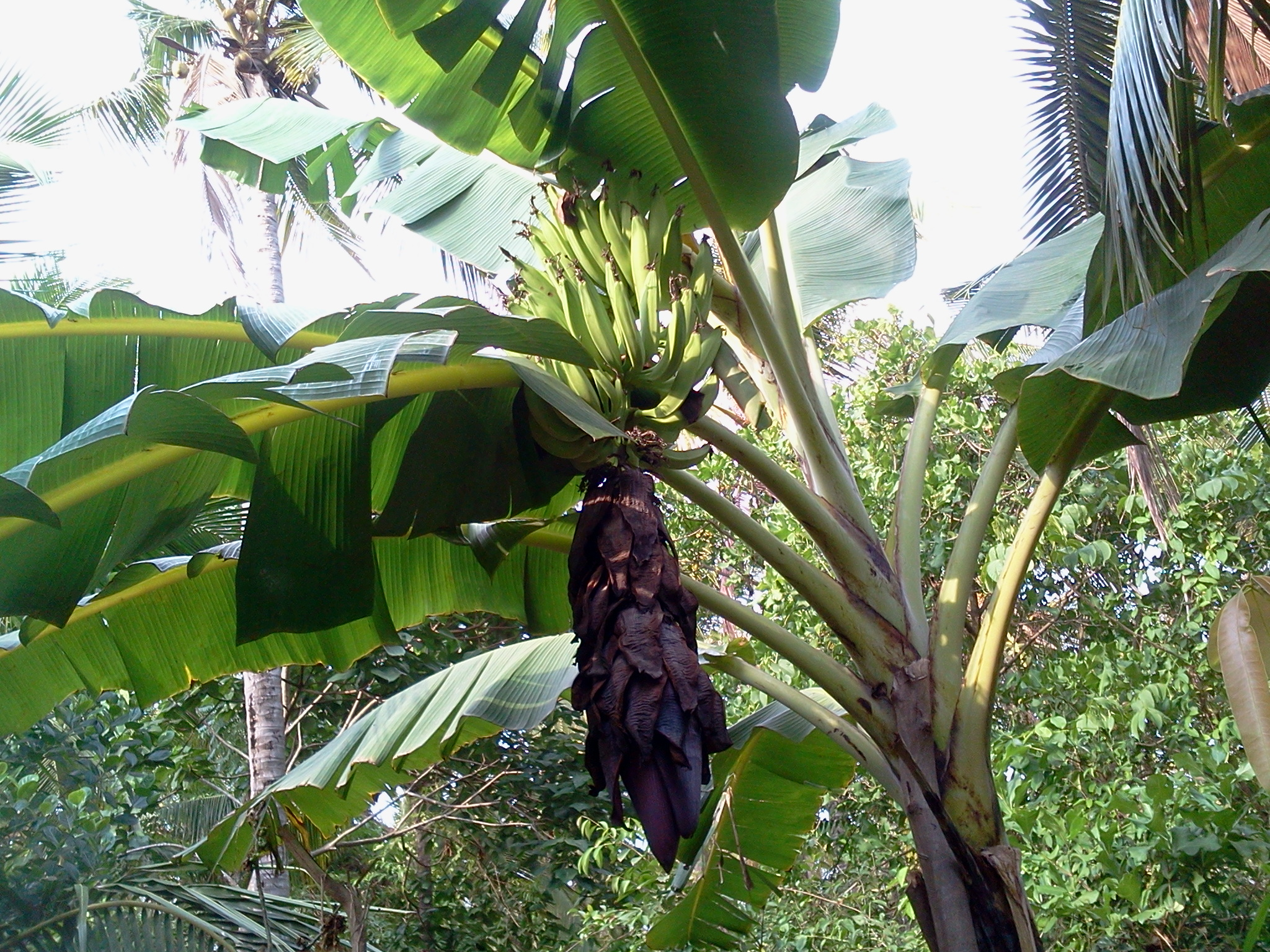
Vysoké jednoděložné byliny, jako je banánovník, postrádají sekundární růst, ale podle nejširší definice jsou stromy.

Většina druhů stromů jsou nahosemenné rostliny. Existuje asi 1000 druhů nahosemenných stromů, včetně jehličnanů, cykasů, jinanů a lijánovců; produkují semena, která nejsou uzavřena v plodech, ale v otevřených strukturách, jako jsou borové šišky, a mnohé z nich mají tvrdé voskovité listy, například borovicové jehlice. Většina nahosemenných stromů jsou vyšší dvouděložné, "pravé dvoudomé", pojmenované tak proto, že semena obsahují dva listeny nebo semenné listy. Mezi starými liniemi kvetoucích rostlin jsou také některé stromy, kterým se říká bazální krytosemenné rostliny; patří mezi ně amborelovité, šácholán, muškátový oříšek a avokádo, zatímco stromy jako bambus, palmy a banány jsou jednoděložné.
Dřevo dodává kmeni většiny druhů stromů strukturální pevnost; ten podpírá rostlinu, jak se zvětšuje. Cévní systém stromů umožňuje rozvádět vodu, živiny a další chemické látky po rostlině a bez něj by stromy nemohly dorůst do takových rozměrů. Stromy jako relativně vysoké rostliny potřebují nasávat vodu z kořenů xylémem nahoru po kmeni pomocí nasávání, které vzniká při odpařování vody z listů. Při nedostatku vody listy odumírají." Mezi tři hlavní části stromů patří kořen, kmen a listy; jsou nedílnou součástí cévního systému, který propojuje všechny živé buňky. U stromů a dalších rostlin, u nichž se vytváří dřevo, umožňuje cévní kambium expanzi cévní tkáně, která vytváří dřevnatý přírůstek. Protože tento růst protrhává pokožku stonku, mají dřeviny také korkové kambium, které se vyvíjí mezi floémem. Z korkového kambia vznikají ztluštělé korkové buňky, které chrání povrch rostliny a snižují ztráty vody. Jak tvorba dřeva, tak tvorba korku jsou formy sekundárního růstu.
Stromy jsou buď stálezelené, mají listy, které přetrvávají a zůstávají zelené po celý rok, nebo opadavé, kdy na konci vegetačního období shazují listy a poté mají klidové období bez listí. Většina jehličnanů je stálezelená, ale modříny (Larix a Pseudolarix) jsou opadavé a každoročně na podzim shazují jehličí a některé druhy cypřišů (patisovec převislý, metasekvoje a tisovec) každoročně shazují malé olistěné výhonky v procesu známém jako kladoptóza. Koruna je rozložitý vrchol stromu včetně větví a listů, zatímco nejsvrchnější vrstva v lese, tvořená korunami stromů, se nazývá stromové patro. Stromek je mladý strom.
Mnohé vysoké palmy jsou jednoděložné byliny; ty nepodléhají sekundárnímu růstu a nikdy nevytvářejí dřevo. U mnoha vysokých palem se vyvíjí pouze terminální pupen na hlavním kmeni, takže mají nevětvené kmeny s velkými spirálovitě uspořádanými listy. Některé stromovité kapradiny řádu cyateotvaré, mají vysoké rovné kmeny, dorůstající až 20 metrů, které však nejsou tvořeny dřevem, ale oddenky, které rostou vertikálně a jsou pokryty četnými adventivními kořeny.

## Vnitřní stavba kmene
Na povrchu stromu je kůra, která může mít různou podobu, od tenké několikamilimetrové, až po rozbrázděnou mnohavrstevnou kůru, která se postupně odlupuje. Takto rozbrázděná kůra se nazývá borka. Pod kůrou se nachází lýko, které je v podstatě jedinou živou částí kmene. Lýkem prochází sítkovice, které rozvádí organické látky po celé rostlině. Největší část kmene je vyplněna dřevem, což je v podstatě mrtvá hmota cév, skládající se z celulózy a ligninu. Mezi lýkem a dřevní částí se nalézá kambium, které se významně podílí na růstu kmene.

## Růst stromu
Strom roste do délky běžným prodlužovacím růstem. Jeho zvláštností je růst do šířky. Při něm dochází k sekundárnímu tloustnutí. Při sekundárním tloustnutí se uplatňují dva druhy pletiv, sekundárních meristémů – kambium a felogén.
Kambium se zakládá jako prstenec meristématických buněk, které se nacházejí jak v cévních svazcích (tzv. fascikulární kambium – odděluje vnější lýkovou a vnitřní dřevní část cévního svazku), tak mimo ně (interfascikulární kambium). Tloustnutí se děje tak, že fascikulární kambium produkuje směrem ven lýko (sekundární floém) a směrem do centra kmene dřevo (sekundární xylém). Tato produkce se děje především na jaře (v dřevní části vznikají řidší cévy o větším průměru – světlejší zbarvení), o něco pomaleji pak v létě (hustší cévy o menším průměru – tmavší zbarvení), na podzim a v zimě ustává, čímž se vytváří charakteristické útvary, tzv. letokruhy.
Felogén se nachází na povrchu lýkové části a také produkuje buňky ven i dovnitř. Směrem ven jde o buňky korku (felému), směrem dovnitř pak buňky felodermu, které obsahují chloroplasty. Buňky nad felogénem postupně odumírají, neboť vznikající korek jim zamezí v přístupu živin (které se k nim ze sítkovic a cév nedostanou).
Růst stromu v mírném pásmu převažuje v noci a je minimální po poledni.

## Zařazení v rostlinné taxonomii

### Semenné rostliny
Mezi stromy s klasickým druhotným tloustnutím patří v současné době takřka výhradně pouze rostliny krytosemenné dvouděložné (Magnoliopsida) a nahosemenné (zde jde výhradně o dřeviny) – jinany (Gingkoopsida, jediný druh) a jehličnany (Pinopsida). 
Stromové formy vytváří i cykasy (Cycadopsida), které dominovaly ve druhohorách a v současné době je jejich druhové spektrum výrazně omezeno. Druhotné dřevo je vyvinuto omezeně, druhotné tloustnutí je často atypické.
Jednoděložné rostliny (Liliopsida) druhotného tloustnutí zpravidla schopné nejsou, až na výjimky, kterými jsou například některé dračince (Dracaena), dračinky (Cordyline) nebo juky (Yucca) s atypickým druhotným tloustnutím. Dřevnatění u arekovitých (Arecaceae, Palmae) je projevem primárního tloustnutí, proto palmy nepatří mezi stromy v užším smyslu.
Stromy jsou obecně více zastoupeny mezi tropickými druhy a mezi vývojově primitivnějšími čeleděmi.

### Výtrusné rostliny
Stromové formy vytvářely v minulosti i četní zástupci výtrusných rostlin – plavuně, přesličky, kapradiny. Z jejich zuhelnatělých kmenů vzniklo černé uhlí. Do současnosti přežilo jen několik rodů stromových kapradin, např. rody Cyathea nebo Dicksonia.

## Metabolismus
Stromy s ohledem na své velké rozměry mají rovněž poměrně intenzivní metabolismus. Např. průměrně vzrostlý stoletý soliterní strom za jeden letní den vyprodukuje při fotosyntéze asi 1000 litrů kyslíku (člověk za stejné období spotřebuje při dýchání asi 300 litrů). Díky potřebě chlazení tentýž strom odpaří za den přes 100 litrů vody, což odpovídá energii asi 70 kWh (která se promění ve vodní páru místo v teplo – lze tedy říct, že funguje stejně účinně jako klimatizační jednotka o výkonu 3 až 5 kW).

## Evoluční historie

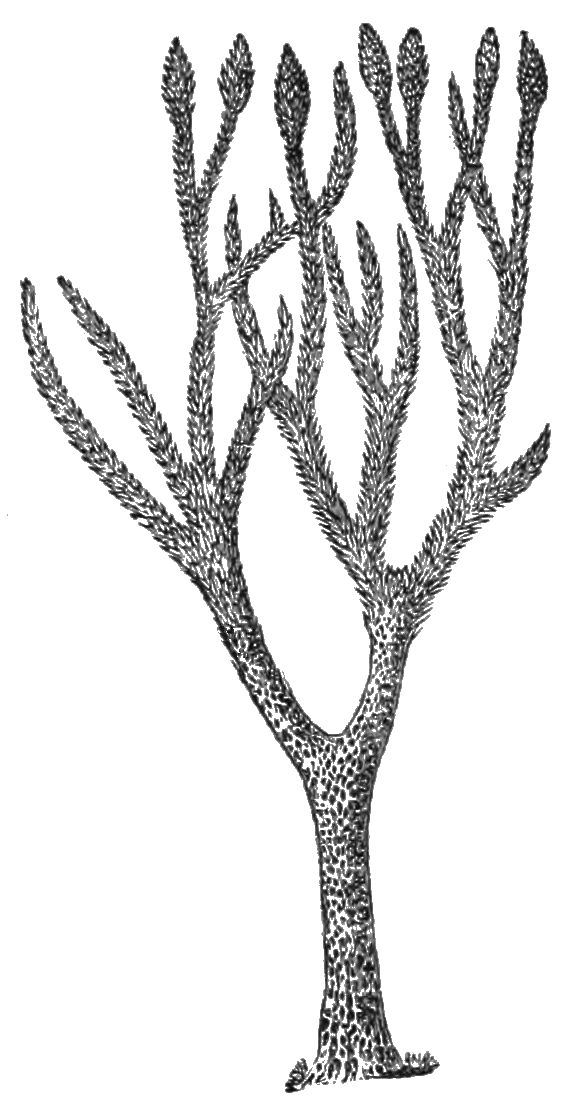
Lepidodendron, vymřelý plavuňový strom

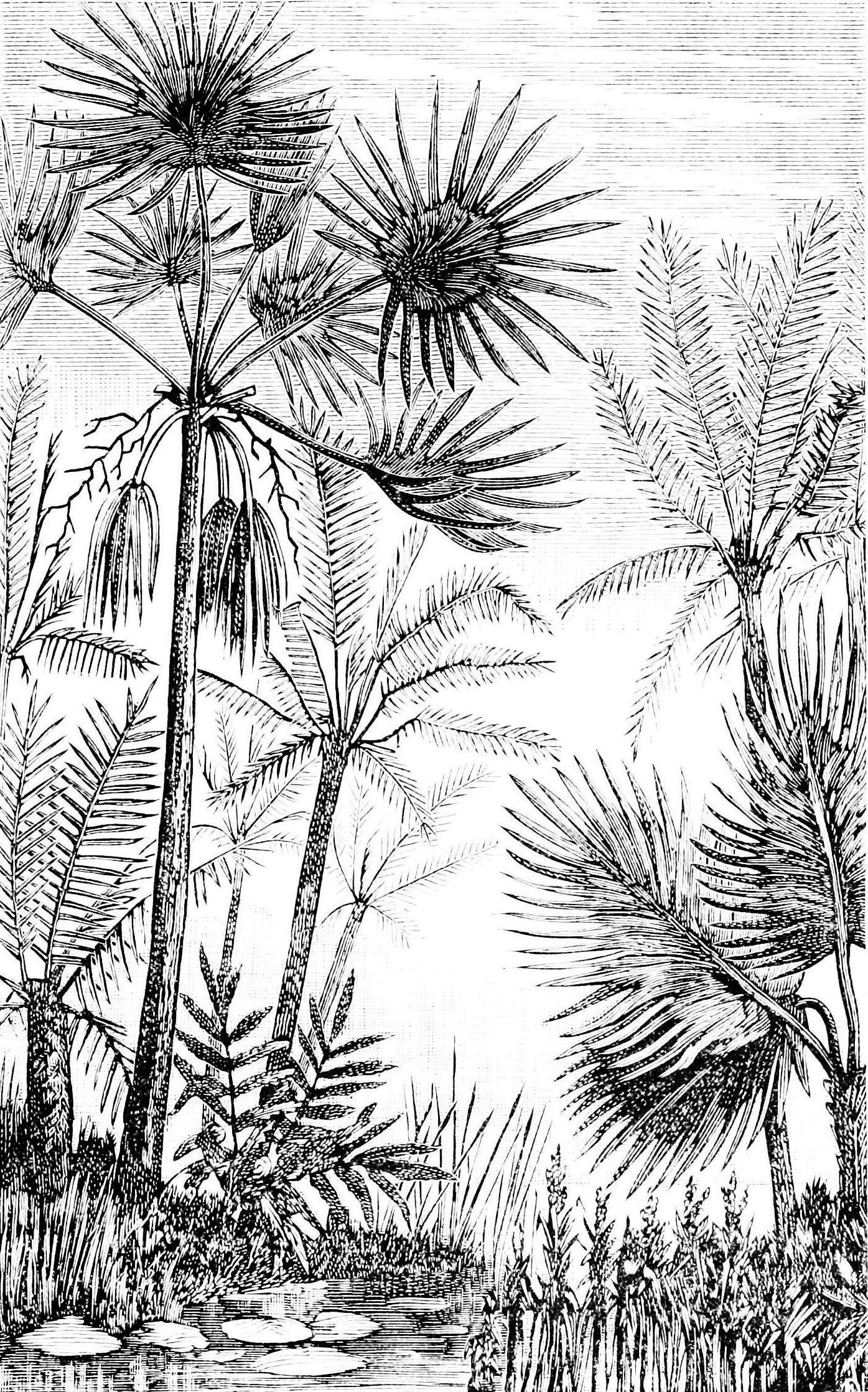
Palmy a cykasy, jak se mohly objevit ve středních třetihorách

Nejstaršími stromy byly stromové kapradiny, přesličky a plavuně, které rostly v lesích v období karbonu. Prvním stromem mohla být wattieza, jejíž fosilie byly nalezeny ve státě New York v roce 2007 a pocházejí ze středního devonu (asi před 385 miliony let). Před tímto nálezem byl nejstarším známým stromem Archaeopteris.  Oba tyto stromy se rozmnožovaly spíše výtrusy než semeny a jsou považovány za spojovací článek mezi kapradinami a nahosemennými rostlinami, které se vyvinuly v období triasu. Mezi nahosemenné patří jehličnany, cykasy, liánovce a jinany a ty se možná objevily v důsledku duplikace celého genomu, která proběhla asi před 319 miliony lety. Jinanotvaré byla kdysi široce rozšířenou rozmanitou skupinou, z níž přežil pouze jinan dvoulaločný. Ten je považován za živoucí fosilii, protože se prakticky nezměnil od zkamenělých exemplářů nalezených v triasových usazeninách.
Během druhohor (před 245 až 66 miliony roků) jehličnany vzkvétaly a přizpůsobily se životu na všech hlavních suchozemských stanovištích. Následně se v období křídy vyvinuly stromové formy krytosemenných rostlin. Ty začaly vytlačovat jehličnany v období třetihor (před 66 až 2 miliony roků), kdy zeměkouli pokrývaly lesy. 99 Když se před 1,5 milionem let klima ochladilo a nastala první ze čtyř dob ledových, lesy s postupujícím ledem ustoupily. V meziledových dobách stromy znovu osídlily území, které bylo pokryto ledem, aby byly v další době ledové opět vyhnány zpět.

## Význam

### Produkce dříví
Dřevo je významný obnovitelný konstrukční materiál využívaný ve stavebnictví, výrobě nábytku, papírenství a mnoha dalších průmyslových odvětvích. Pokud uvažujeme o dřevu jako o průmyslové surovině, označujeme ho jako dříví. Odvětvené kmeny v celých délkách se označují jako surové kmeny. Příčným rozřezáním surových kmenů a tříděním podle rozměrů a kvality vznikají sortimenty dříví. Nejkvalitnější sortimenty slouží k výrobě nábytku, hudebních nástrojů, sportovního náčiní nebo pro další speciální aplikace. Sortimenty průměrné kvality se používají po dalším zpracování (rozřezáním na pilách na tzv. řezivo) nejčastěji ve stavebnictví. Ještě nižší nároky jsou kladeny na sortimenty určené pro papírenský průmysl a výrobu celulózy. Konečně nejméně kvalitní dříví je používáno v různých formách (kusové dříví, štěpka, pelety, brikety) jako obnovitelný zdroj energie.

### Ekologická funkce
Stromy jsou dominantní růstovou formou většiny přírodních ekosystémů. Například v Česku by přirozená vegetace bez vlivu člověka byla tvořena z 99 % lesními porosty. Podle studie z roku 2015 je celkový počet stromů na planetě odhadován na 3,04 bilionu (tedy 200 stromů na každý hektar souše). Množství stromů na planetě Zemi bylo prudce sníženo člověkem především kvůli zemědělství a využití dřeva pro průmysl a na palivo. Ekologická výhoda získávání obživy ze stromů spočívá mj. v tom, že půda není narušována každoroční opakovanou orbou, že se lze u mnoha druhů obejít i bez chemizace a v okolí stromů může existovat původní flóra a fauna.
Stromy mají výrazný vliv především na:
- propustnost slunečního záření, v porostech se stromovým patrem je podíl dopadajícího záření oproti nezastíněným porostům snížena cca na 1/10 (v tropickém deštném pralese až na 1/50)
- bilanci uhlíku v přírodě (ten se akumuluje v jejich dřevě)
- koloběh vody (výpar ze stromů výrazně posiluje podíl vody procházející malým koloběhem vody oproti velkému koloběhu)
- fyzikálně-chemické vlastnosti půdy, tedy např.:
  - vylučování cizorodých látek – alelopatie
  - spad listů či jehlic – ovlivnění pH, rychlosti dekompozice
  - růst kořenů – čerpání živin či odčerpání části vody (tzv. biologické meliorace, hojně využívané v lesnictví)
- biologické vlastnosti půdy, tedy např.:
  - zachování bohatství půdní flóry
  - zachování bohatství půdní fauny (ve srovnání např. s půdou využívanou na pěstování zeleniny, obilnin a obilovin)
- celkový vliv na faunu a flóru v okolí

Relativní ekologická výhoda získávání obživy ze stromů určitého druhu pěstovaných jednotlivě nebo v malých skupinkách mezi původní vegetací a v okolí lidských sídel spočívá zejména v tom, že půda není narušována každoroční opakovanou orbou, že se lze u některých druhů obejít i s minimem chemizace a v okolí stromů může existovat původní nebo odlišná, ale relativně pestrá flóra a fauna. Pokud si své stromy v blízkosti svého obydlí pěstují a sklizeň z nich a její zpracování zejména pro svou potřebu zajišťují malopěstitelé, odpadá také zátěž životního prostředí z dopravy a průmyslového zpracování. Je třeba tyto způsoby obživy preferovat, třebaže jsou z úzkého průmyslového hlediska málo efektivní. Naopak pěstování stromů na velkých monokulturních plantážích, zejména když je likvidován původní cenný biotop (např. tropický prales), působí značné ekologické škody. (Viz Palma olejná.)

### Kulturní a estetický význam
Stromy mají díky své dlouhověkosti a velikosti odedávna význam jako duchovní symboly, kulturní památky i jako orientační body. Řada primitivních náboženství využívá v nějaké míře stromy. Odedávna se stromy vysazují podél významných stezek, na rozcestích, u drobných sakrálních staveb (kapličky, křížky, kostelíky). Již od středověku byly zakládány parky, v nichž byly vysazovány různé původní i nepůvodní druhy stromů, včetně speciálně vyšlechtěných kultivarů. Stromy (především duby) na hrázích rybníků pomáhají zpevňovat svými kořeny těleso hráze. Liniové výsadby stromů se často využívají k pohledovému oddělení různých částí kulturní krajiny, ale také se podílejí na omezení hluku a znečištění. V rovné krajině pak plní funkci jako větrolamy.

## Ochrana stromů
Kácení dřevin se řídí zákonem ČNR 114/1992 Sb. v platném znění ze dne 1.12.2009 a prováděcí vyhláškou MŽP 189/2013 Sb. Vlastník pozemku smí pokácet strom, jehož obvod nepřesahuje 80 cm ve výšce 1,30 m nad zemí. U větších stromů musí žádat o povolení obecní úřad. Výjimkou je situace, kdy strom bezprostředně ohrožuje životy a zdraví obyvatel nebo majetek (většího rozsahu). V takovém případě lze strom pokácet ihned, ovšem je nutné strom před pokácením zdokumentovat a do 15 dnů pokácení ohlásit obecnímu úřadu, který může případně rozhodnout o jeho neoprávněnosti. Nelze připustit preventivní kácení zdravých dřevin, které by mohly působit škodu například pádem při větrném počasí.
Významné stromy může obecní úřad vyhlásit za památný strom, takto je možno vyhlásit i celou alej či stromořadí. Nelesní zeleň se často stává součástí územních systémů ekologické stability (především biokoridorů), popřípadě významných krajinných prvků.
Ochrana lesních stromů je zajištěna především pomocí lesního zákona. Navíc každý les je ze zákona o ochraně přírody a krajiny významným krajinným prvkem.
Doupné stromy a stromy s hnízdy vzácných druhů ptáků rostoucí na pozemcích, které jsou obhospodařovány Lesy České republiky, mohou být za jistých okolností označovány modrými trojúhelníky, tyto stromy jsou pak ušetřeny probírek a prořezávek.

## Další informace

### Stáří
Stromy jsou z hlediska životní formy fanerofyty, tj. nepříznivé období (zimu) přežívají pomocí pupenů uložených vysoko nad povrchem země. Stromy jsou rostliny vytrvalé a zpravidla velice dlouhověké, většina druhů stromů je schopna se dožít několika set let.
Rekordmanem je smrk ztepilý, který se jmenuje Old Tjikko (Starý Tjikko). Se svými 9550 lety je nejstarším žijícím stromem světa. Roste ve švédském národním parku Fulufjället. I přes své stáří měří pouhých pět metrů. Vědci tvrdí, že toho dosáhl tzv. klonováním a vrstvením. Klonování umožňuje, aby kmen stromu po několika stech letech uhynul, přičemž jeho kořeny přežívají oněch několik tisíc let. Vrstvení pak nastává ve chvíli, kdy se větev stromu dotkne země a „stane“ se kořenem. Pokud bychom počítali jen stáří podzemního systému samotného (nikoli jen výhonků), tak by prvenství patřilo stromu Pando. I když s ním to také není jednoduché. Jedná se totiž o část lesa tvořeného jedním kořenovým systémem. Všechny stromy v jedné části lesa Fishlake National Forest mají stejný genetický kód. Vědci pro to našli vysvětlení. Všechny tyto stromy vyrůstají z kořenů původního stromu, který tu kdysi před desítkami tisíc let vyrašil první. Kořenový systém tohoto stromu je starý asi 80 000 let.
Pokud se jedná o jedince se samostatným kořenem, nikoli klony z jednoho kořenového systému, je nejstarším dosud uznávaným stromem borovice dlouhověká (dříve považovaná za poddruh borovice osinaté) zvaná Metuzalém, rostoucí ve východní Kalifornii, u které je dendrochronologicky doložený věk (k r. 2022) 4 853 let. Podle dosud vědecky nepublikované studie by však měl být nahrazen ještě starším jedincem druhu fitzroya cypřišovitá zvaným Alerce Milenario nebo též Gran Abuelo („pradědeček“), rostoucím v chilském národním parku Alerce Costero, který by měl k r. 2022 pravděpodobně dosahovat věku 5 484 let.
V Česku je nejvíce dlouhověkým druhem tis červený (Taxus baccata), který se může dožít i přes 1000 let. Naopak krátkověké jsou některé druhy pionýrských dřevin, např. bříza bělokorá (Betula pendula) se jen málokdy dožije přes 70 let. Českým rekordmanem je pravděpodobně Karlova lípa v Klokočově, jejíž věk je na základě průzkumů odhadován asi na 800 let.

### Rozměry
Výška stromů se pohybuje od několika centimetrů po více než 100 metrů. Někdy jsou členěny podle dosahované výšky do podkategorií:
- stromek (arbor parva) do 7 m
- nízký strom (arbor nana) 8–15 m
- středně vysoký strom (arbor mediocris) 16–25 m
- vysoký strom (arbor alta) 26–50 m
- velmi vysoký strom (arbor altissima) nad 50 m

Nezávisle na velikosti se stromy ve většině zlomí od rychlosti větru 42 m/s.

### Rekordy

#### Svět
Nejvyšším žijícím stromem je sekvoj vždyzelená (Sequoia sempervirens) „Hyperion“ v Redwood National and State Parks v Kalifornii s výškou 115,85 m.
Nejvyšším žijícím krytosemenným stromem je jedinec druhu Eucalyptus regnans (blahovičník královský/obří) zvaný „Centurion“, rostoucí v Jižní Tasmánii, jemuž byla v r. 2018 změřena výška 100,5 metrů. Dříve uváděnému jedinci druhu Shorea faguetiana z čeledi dvojkřídláčovité (bez českého druhového jména) zvanému „Menara“ (což v malajštině znamená věž), rostoucímu na severu Bornea v malajsijském státě Sabah, byla výška upravena z 100,8 m na 98,5 m kvůli korektnímu uvažování paty stromu ve velmi svažitém terénu. Zůstává však i nadále nejvyšším tropickým stromem.
Strom s největším objemem je sekvojovec obrovský (Sequoiadendron giganteum) zvaný „Generál Sherman“ v Národním parku Sequoia v USA, který dosahuje objemu 1473,4 m³, výšky 83,8 m, jeho průměr u země je přes 11 m a průměr hlavní větve je 2,1 m.
Strom, který dosáhl největšího známého obvodu kmene na světě, je tisovec Montezumův (Taxodium mucronatum) zvaný El Árbol del Tule neboli Tulský strom v jižním Mexiku s obvodem kmene 42 m a průměrem 14 m.

#### Česko
Nejvyšším českým smrkem byl Král smrků v Boubínském pralese, který měl před svým pádem v roce 1970 výšku 57,2 m a objem téměř 30 m³. Krále smrků z Boubína již přerostl tzv. Těptínský smrk rostoucí v nadmořské výšce 350 m v údolí Kamenického potoka u Těptína (východně od Prahy), který v roce 2003 měřil 58 m s obvodem 515 cm. Těptínský smrk byl vyvrácen při vichřicí dne 25. června 2008, jako jediný ze skupiny tzv. těptínských smrků.
Nejvyšším českým stromem je 64,1 metru vysoká douglaska tisolistá podle měření ze dne 22. října 2014, která roste ve Vlastiboři na Jablonecku ve tříhektarovém lese. Je tedy vysoká skoro jako Petřínská rozhledna v Praze. Přírůstek tvoří každý rok asi 25–30 cm.
Stromem s největším objemem v Česku by mohl být topol černý v Lochovicích, který měl obvod 15,7 m. Někdy na začátku 19. století byl vyvrácen vichřicí.
Stromem s největším obvodem v Česku byla Tatrovická lípa, která měla obvod 16,5 m a byla srostlicí 10 kmenů vyrůstajících ze společné báze, nejspíš kolem původního kmene. V současnosti má ale obvod 1122 cm, jelikož byla částečně rozlámána při vichřici. Stromem s druhým největším obvodem v Česku byl již zmíněný topol černý v Lochovicích, který měl obvod 15,7 m, který je nejspíš největším dosaženým obvodem u topolu v Evropě. V současnosti není na světě znám topol o větším obvodu, než měl tento. Ze stromů s obvyklou formou vzrůstu měl tento topol největší obvod v Česku.